# Sunce sja! (album)
Sunce sja! peti je studijski album zagrebačke rock skupine Film, kojeg 1987. godine objavljuje diskografska kuća Jugoton.
Nakon što su objavili album Signali u noći originalna postava Filma se raspala, a Jura Stublić je nastavio djelovati pod nazivom 'Jura Stublić i Film'. Album Sunce sja! uz Stublića snimaju još u i Robert Krkač (gitara), Dario Kumerle (bas-gitara), Željko Turčinović (bubnjevi) i Bojan Goričanin (klavijature). Prateće glasove kao glazbeni gosti pjevali su Massimo Savić i Jurica Pađen. Album sadrži nekoliko velikih uspješnica, a među njima ističu se skladbe "Srce na cesti", "Ivana", "Dom", "Valovi ('68-'77-'87)" i "Sjećam se prvog poljupca".
Album je dosegao platinastu nakladu.

## Popis pjesama

### A strana
1. "Valovi (68 - 77 - 87.)" (3:40)
2. "Glas srca" (4:32)
3. "Dom" (5:15)
4. "Sjećam se prvog poljupca" (5:14)
5. "Ivana" (4:00)

### B strana
1. "Srce na cesti" (4:00)
2. "Poleti iznad grada" (5:11)
3. "Ima li neko" (3:38)
4. "Idemo kroz život" (4:30)
5. "Uzmi me (Ja nemam ništa)" (4:25)

## Izvođači
- Jurislav Stublić - prvi vokal
- Robert Krkač - gitara, akustična gitara
- Dario Kumerle - akustična gitara, bas-gitara, prateći vokali
- Željko Turčinović - bubnjevi, udaraljke, prateći vokali
- Bojan Goričan - klavijature, prateći vokali

Glazbeni gosti
- Massimo Savić - prateći vokali
- Jurica Pađen - prateći vokali
- Nenad Mijač - usna harmonika
- Marin Margitić - prateći vokali

### Produkcija
- Producent - Top Speed
- Tekst, glazba - Jurislav Stublić
- Aranžer - Film
- Snimatelj, miks - Janko Mlinarić-Trooley
- Sampler (Emulator Ii) - Stanko Juzbašić
- Dizajn - Igor Kordej
- Fotografija - Mario Krištofić

## Vanjske poveznice
- Discogs - Recenzija albuma